# Kolo zázraků
Kolo zázraků (v anglickém originálu Wonder Wheel) je americké filmové drama režiséra Woodyho Allena. Jeho děj se odehrává v zábavním parku na Coney Islandu v New Yorku v padesátých letech dvacátého století. Natáčení filmu začalo v září 2016. Hrají v něm Kate Winsletová, Justin Timberlake, Juno Temple, James Belushi a další. Stejně jako v případě Allenova předchozího snímku Café Society (2016) se i na tomto filmu podílí společnost Amazon Studios. Premiéra proběhla na Newyorském filmovém festivalu dne 14. října 2017. V České republice měl premiéru dne 4. ledna 2018.

## Obsazení
- Kate Winslet jako Ginny Rannell
- Justin Timberlake jako Mickey Rubin
- Juno Temple jako Carolina
- Jim Belushi jako Humpty Rannell
- Jack Gore jako Richie
- Debi Mazar jako host na narozeninové oslavě
- Tony Sirico jako Angelo
- Steve Schirripa jako Nick
- Max Casella jako Ryan
- David Krumholtz jako Jake

## Přijetí

### Recenze
Na recenzní stránce Rotten Tomatoes získal z 138 započtených recenzí 30 procent s průměrným ratingem 5 bodů z deseti. Na serveru Metacritic snímek získal z 38 recenzí 45 bodů ze sta. K červnu 2021 měl film na Česko-Slovenské filmové databázi 162 recenzí, které ho v průměru ohodnotily na 57 %.
- Mirka Spáčilová, iDNES.cz  Woody Allen roztočil své Kolo zázraků, ale už mu to dost skřípe
- Martin Svoboda, Aktuálně.cz  Allenovo Kolo zázraků je fascinujícím způsobem zastaralé. Drží ho kamera a Kate Winsletová
- Kristina Roháčková, iROZHLAS  Allenovu novinku Kolo zázraků můžete s klidem vynechat. O nic nepřijdete
- Jan Varga, Filmserver.cz  Kolo zázraků Woodyho Allena je staromilskou nostalgickou rutinou
- Michal Šobr, ČT24 Woody Allen roztočil nostalgické Kolo zázraků, ale žádný zázrak to není
- Marcel Kabát, Lidovky.cz Kolo zázraků. Kdo si hraje s ohněm, ten se musí spálit

### Nominace a ocenění
| Ocenění                            | Datum ceremoniálu | Kategorie        | Nominovaný       | Výsledek  |
| ---------------------------------- | ----------------- | ---------------- | ---------------- | --------- |
| Hollywood Film Awards              | 4. listopadu 2017 | Nejlepší herečka | Kate Winslet     | vítězství |
| Houston Film Critics Society       | 6. leden 2018     | Nejlepší kamera  | Vittorio Storaro | nominace  |
| St. Louis Film Critics Association | 10. prosince 2017 | Nejlepší kamera  | Vittorio Storaro | nominace  |